# Шомерак (кантон)
Шомера́к (фр. Chomérac) — кантон во Франции, находится в регионе Рона — Альпы, департамент Ардеш. Входит в состав округа Прива.
Код INSEE кантона — 0807. Всего в кантон Шомерак входит 8 коммун, из них главной коммуной является Шомерак.

## Коммуны кантона

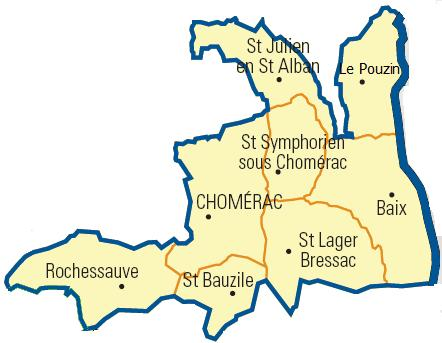
Карта кантона

| Коммуна                   | Население, чел. (2006) | Почтовый индекс | Код INSEE |
| ------------------------- | ---------------------- | --------------- | --------- |
| Бе                        | 822                    | 07210           | 07022     |
| Ле-Пузен                  | 2 704                  | 07250           | 07181     |
| Рошсов                    | 300                    | 07210           | 07194     |
| Сен-Бозиль                | 183                    | 07210           | 07219     |
| Сен-Жюльен-ан-Сент-Альбан | 1 022                  | 07000           | 07255     |
| Сен-Лаже-Брессак          | 663                    | 07210           | 07260     |
| Сен-Симфорьен-су-Шомерак  | 684                    | 07210           | 07298     |
| Шомерак                   | 2 450                  | 07210           | 07066     |

## Население
Население кантона на 2006 год составляло 9 722 человека.
| 1962  | 1968  | 1975  | 1982  | 1990  | 1999  | 2006  | 2007 | 2008 |
| ----- | ----- | ----- | ----- | ----- | ----- | ----- | ---- | ---- |
| 6 110 | 6 622 | 6 627 | 7 798 | 8 213 | 8 828 | 9 722 | —    | —    |